# یواس‌اس سانتر (ای‌ام-۲۹۵)
یواس‌اس سانتر (ای‌ام-۲۹۵) (به انگلیسی: USS Saunter (AM-295)) یک کشتی بود که طول آن ۱۸۴ فوت ۶ اینچ (۵۶٫۲۴ متر) بود. این کشتی در سال ۱۹۴۳ ساخته شد.